# Yu Dayou
Yu Dayou, 俞大猷 (1503-1579), general de la dinastía Ming, nació en Quanzhou, provincia de Fujian, considerado uno de los generales más famosos de China quien peleo en contra de los piratas japoneses de la época. Yu combinó en sus tácticas la dicotomía del Yin y Yang, dureza y gentileza así como también las reglas y reglamentos de la naturaleza en su entusiasta práctica marcial. Yu tenía un entendimiento único de las antiguas estrategias militares y técnicas de lucha de su tiempo las cuales usó para escribir su libro Técnicas de disparo y Manual de la Espada, los cuales fueron incluidos por el general Ming Qi Jiquan en su libro Tratado de Eficiencia Efectiva, Jinxiao Xinshu, 继效新书 , quien fue su compañero de armas durante las campañas en contra de los piratas japoneses y chinos en las costas de China.

Yu aplicó los principios de ataque en los cuales: "seguir la fuerza que se aproxima; atacar antes de que otra fuerza se acerque; ser duro y fuerte antes de que una fuerza ataque; ser suave y gentil luego de la fuerza atacante; esperar con calma cuando el oponente está ocupado atacando y observar el ritmo del combate".

Todo lo anterior son los elementos esenciales en la práctica marcial de la antigüedad. Qi Jiquan aclamó el estilo de lucha con bastón largo creado por Yu en el cual cada defensa y ataque era como si se rodara una roca redonda colina abajo sin ninguna interrupción. Yu, escribió en Shi Song Shaolin Siseng Zongji, “Un Poema para el Monje Shaolin Zongji”, que los monjes habían practicado el uso del bastón pero que con el tiempo habían perdido su habilidad. Yu manifestó su decepción con las técnicas que se practicaban en el Templo; por esta razón reclutó y enseñó sus técnicas de bastón largo a dos monjes uno de los cuales se llamaba Zongji el cual era un seguidor durante la campaña de Yu contra los piratas japoneses, y quienes luego regresarían al Templo Shaolin y enseñarían estas técnicas a sus colegas.